# Куликовское сельское поселение (Омская область)
Куликовское сельское поселение — муниципальное образование в Калачинском районе Омской области. 
Административный центр — село Куликово.

## Население
| 2010  | 2011  | 2012  | 2013  | 2014  | 2015  | 2016  |
| ----- | ----- | ----- | ----- | ----- | ----- | ----- |
| 2252  | ↘2245 | ↗2250 | ↘2230 | ↘2225 | ↗2242 | ↘2185 |
| 2017  | 2018  | 2019  | 2020  | 2021  | 2023  |       |
| ↘2166 | ↗2170 | ↘2169 | →2169 | ↘2015 | ↘1973 |       |

## Состав сельского поселения
В состав поселения входят:
- село Куликово,
- деревня Архангелка
- деревня Архиповка
- деревня Новое Село
- ж/д остановочный пункт Осокино
- село Тургеневка
- ж/д остановочный пункт 2783 км
- ж/д остановочный пункт 2786 км